# Corte de Apelaciones de Concepción
La Corte de Apelaciones de Concepción es el tribunal de alzada chileno que tiene asiento en la ciudad de Concepción y cuyo territorio jurisdiccional comprende gran parte de la VIII Región del Biobío, en particular las provincias de Concepción, Arauco y Biobío, con exclusión de la comuna de Tucapel.
En caso de inhabilidad o impedimento de todos sus integrantes, este tribunal se subroga recíprocamente con la Corte de Apelaciones de Chillán.

## Historia
La Corte de Apelaciones de Concepción fue creada junto a la Corte de La Serena mediante una ley del 26 de noviembre de 1845.

## Palacio de Tribunales
Sus dependencias se ubican en el cuarto piso del Palacio de Tribunales de Concepción, a un costado de la Plaza René Schneider, en pleno centro de la ciudad. Este edificio alberga además a diversos tribunales entre estos los Juzgados de Letras de Concepción, el Juzgado del Trabajo de Concepción, entre otros; y con anterioridad también estaban los Juzgados de Menores y la Corporación de Asistencia Judicial de Concepción. 

## Composición

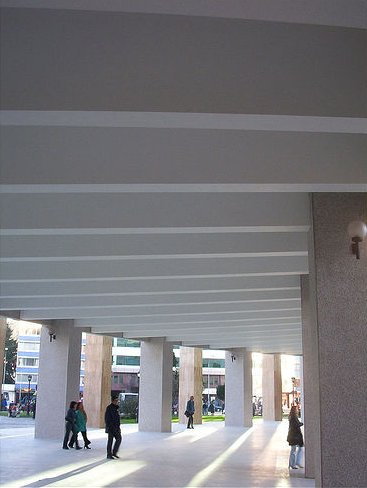
Uno de los pasillos exteriores del Palacio de Justicia, el cual conecta peatonalmente la Diagonal Pedro Aguirre Cerda y el Paseo Peatonal Barros Arana.

Según el artículo 56 del Código Orgánico de Tribunales (COT), la Corte de Apelaciones de Concepción está compuesta por diecinueve integrantes llamados ministros, al igual que su símil de Valparaíso. Además de ello, tiene tres fiscales judiciales (artículo 58 del COT), once relatores (artículo 59 del COT), y un secretario judicial (artículo 60 del COT).

## Tribunales bajo su dependencia
La Corte de Apelaciones ejerce sus atribuciones directivas, económicas y correccionales sobre los siguientes tribunales, los cuales se encuentran bajo su dependencia:
- Juzgados Civiles de Concepción (1º a 3º) y Talcahuano (1º y 2º)
- Juzgados de letras de Los Ángeles (1º y 2º), Tomé, Arauco, Coronel (1º y 2º) y Cañete
- Juzgados de letras y garantía de Cabrero, Santa Bárbara, Mulchén, Nacimiento, Laja, Yumbel, Florida, Santa Juana, Lota, Lebu y Curanilahue.
- Juzgados de Garantía de Concepción, San Pedro de la Paz, Los Ángeles, Chiguayante, Talcahuano, Tomé, Coronel, Arauco y Cañete.
- Juzgados de letras del trabajo de Los Ángeles y Concepción.
- Juzgado de cobranza previsional y laboral de Concepción.
- Jugados de familia de Concepción, Los Ángeles, Yumbel, Talcahuano, Tomé y Coronel.
- Tribunales de Juicio Oral en lo Penal de Concepción, Los Ángeles y Cañete.

Además, en Talcahuano, tiene asiento el Juzgado Naval para la II Zona Naval, bajo dependencia de la Corte Marcial de la Armada de Chile que tiene sede en Valparaíso.